# Grabe, Središče ob Dravi
Grabe so naselje v Občini Središče ob Dravi.